# Bauru Atlético Clube
O Bauru Atlético Clube, mais conhecido como BAC ou Baquinho, é um clube social e recreativo, que já foi também um clube de futebol, da cidade de Bauru, interior do estado de São Paulo. O Bauru entrou para a história do futebol brasileiro e mundial por ter sido o primeiro clube com departamento profissional no qual Edson Arantes do Nascimento, o Pelé, eleito pela FIFA e órgãos oficiais do esporte o maior jogador de todos os tempos, atuou. Teve 13 participações no Campeonato Paulista de Futebol. Suas cores eram azul e branca.
O clube se encontrava com diversas dívidas e um quadro de sócios muito reduzidos, a solução do Conselho do clube foi vendê-lo, em 2006, com sua sede e outros patrimônios sendo demolidos e seus terrenos cedidos a uma rede de supermercados de Marília, no local há dois murais em homenagem ao Baquinho. 

## História

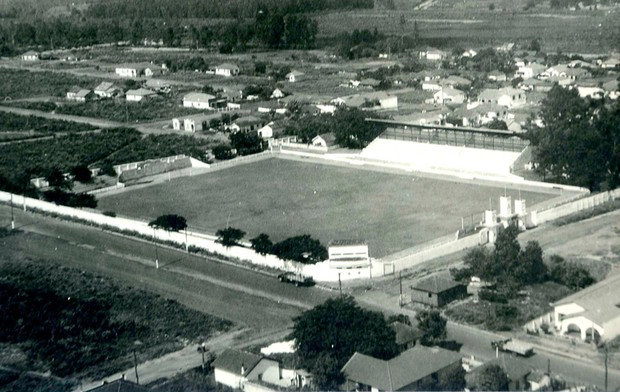
Foto aérea do Estádio Antônio Garcia no inicio da década de 50

Fundado em 1º de maio de 1919, com o nome de Luzitana Futebol Clube, o BAC teve como seu primeiro presidente o benemérito Antônio Garcia, doador do terreno para a construção do estádio baqueano, que levava seu nome (e onde hoje está um supermercado). Logo em seus primeiros anos, a equipe começou a se destacar no futebol bauruense, adquirindo grande número de adeptos, e não demorou muito para que viessem as conquistas: já nos três campeonatos iniciais da liga local (uma das mais tradicionais do interior), entre 1931 e 1933, o Luzitana foi tricampeão. Após ficar fora dos dois primeiros lugares em 1934, vieram dois vices, em 1935 e 1936, com os títulos sendo alcançados pelo grande rival Noroeste. O campeonato teve uma interrupção em 1937 e 1938, não sendo realizado. Em 1939, o Luzitana não foi campeão nem vice. De 1940 a 1946, no entanto, os dois principais clubes de Bauru dominaram amplamente o futebol da cidade: o Luzitana foi campeão em 1942, 1944 e 1945, com o Noroeste vice, e o Noroeste foi campeão em 1940, 1941, 1943 e 1946, com o Luzitana vice (neste último, já como Bauru Atlético Clube). Após esse período, porém, o agora BAC não chegou mais ao topo do futebol bauruense.
Além das conquistas municipais, o BAC obteve relativo destaque na esfera estadual. Em 1937, foi campeão da Liga Sorocabana, torneio a respeito do qual um dos poucos registros existentes é uma montagem com os retratos dos jogadores vencedores da época. Já em 1942, ainda como Luzitana, o clube chegou à final do Campeonato do Interior, disputado pelos campeões de 24 regiões esportivas do estado de São Paulo. Campeão da 3ª Região (região de Bauru), o time alviceleste venceu a primeira partida da decisão contra o Taubaté (campeão da 24ª Região) por 4x0, em Bauru. Dado como campeão pela torcida e imprensa local, o Luzitana foi jogar a partida de volta na casa do adversário, uma semana depois, com imensa vantagem, mas sofreu um inacreditável revés de 7x0, tendo de amargar o vice. Para piorar, os baqueanos viram seu arquirrival Noroeste trazendo o primeiro título do Interior para o futebol de Bauru já no ano seguinte, em final disputada contra o tradicional Guarani no Pacaembu.[carece de fontes?] No início de 1947, entretanto, o sonhado título interiorano veio (válido pelo campeonato de 1946), em goleada por 4x1 contra o Cruzeiro, da cidade de mesmo nome (localizada no Vale do Paraíba). Posteriormente, o time de Bauru conquistou o título amador do estado ao vencer o SAMS, campeão da capital, em duas partidas. A vitória por 2x0 fora, somada ao empate por 2x2 em casa, levou o futebol da cidade ao seu primeiro título estadual. Vale destacar que, em homenagem ao cinquentenário do município, buscando ainda maior identificação com a população, o Luzitana já havia se tornado BAC meses antes (a mudança de nome veio justamente no dia do aniversário de 50 anos de Bauru, em 1º de agosto de 1946).   
Pelé e seu pai Dondinho usavam as dependências do BAC nas décadas de 1940 e 1950 e tornaram-se ídolos, sendo campeões pelo clube. Pelé vestiu sua camisa pela primeira vez em 1954, não demorando a se destacar junto com seus companheiros. Prova disso é que, no campeonato da Liga Bauruense do mesmo ano, a equipe disputou 33 partidas e marcou 148 gols (uma média de 4,5 por jogo), levantando a taça com seis rodadas de antecipação.
Após idas e vindas e campanhas frustrantes dentro do futebol paulista, sem ter conseguido atingir o mesmo sucesso do Noroeste, o Bauru A.C. deixou seu principal esporte de lado na primeira metade dos anos 70 (o último campeonato oficial foi a Terceira Divisão Paulista de 1968), mantendo-se, ainda assim, como clube social. Tanto que, durante décadas, o BAC organizou shows com os maiores nomes da música brasileira: Nélson Gonçalves, Emilinha Borba, Agnado Rayol, Roberto Carlos, Jamelão, entre outros. O carnaval do BAC também traz saudades, devido à sua movimentação e grandiosidade. As piscinas inauguradas no começo dos anos 70 foram outro ponto marcante.
No final da década de 90, o clube começou a perder os associados por diversas razões, culminando, em 2006, com a venda da sede social para a rede supermercadista Tauste. O supermercado homenageou o clube com um painel que está imortalizado em suas paredes externas. Atualmente, o clube, enquanto instituição, sobrevive com sua sede de campo, onde a população de Bauru e região pode desfrutar de piscinas, campos de futebol society e um parque de esportes radicais para a prática de arvorismo. Entretanto, o número de sócios ativos do clube não passa de dez, tendo ainda cerca de 250 títulos em inadimplência.

### Goleadas marcantes
Embora nunca tenha jogado fora do país, ao contrário do rival Noroeste, o BAC conseguiu grandes feitos contra equipes estrangeiras: venceu por 6x0 um adversário polonês e por 8x2 o argentino Atlanta, ambos em seu campo. O Atlanta estava excursionando pelo país e havia acabado de bater o São Paulo por 1x0, em amistoso, no Pacaembu. A extraordinária goleada às vésperas do Natal (23 de dezembro) de 1951 fez com que o nome de Bauru ganhasse repercussão internacional. Aquele time do BAC ficou conhecido como Esquadrão da Primavera, marcando época. Mesmo assim, não foi capaz de levar o clube à elite estadual. Outra vitória inesquecível ocorreu no dia 22 de novembro de 1942, quando o então Lusitana, vice-campeão do interior semanas antes, convidou a Seleção do Mato Grosso para um amistoso em Bauru e fez incríveis 10x1 no adversário.

## Títulos
- Campeonato Paulista - Série A2 = 1946

## Rivalidade

### NO-LU ou Dérbi de Bauru
O maior rival do BAC foi o Noroeste, hoje o único clube profissional da cidade de Bauru. Quando o BAC ainda se chamava Luzitana (ou Lusitana), o clássico era conhecido como NO-LU e dividia a cidade em azul (do BAC) e vermelho (do Noroeste). O BAC/Lusitana era o Alviceleste, enquanto o Noroeste era o Alvirrubro. Uma prova da força das duas equipes é que, dos primeiros 14 Campeonatos Bauruenses, realizados entre 1931 e 1946, os rivais só deixaram de conquistar a taça em duas ocasiões, com seis títulos para cada um e várias finais disputadas entre eles.
Até o surgimento do Lusitana, em 1919, somente o Smart fazia frente ao Noroeste em Bauru. Foi então que, na estreia de sua camisa azul e branca, no mesmo ano, o clube recém-fundado resolveu aprontar: enfrentou um combinado Smart-Noroeste e goleou por implacáveis 9 a 3. Era o cartão de visitas do time que, anos mais tarde, encantaria os bauruenses e faria grandes clássicos contra o eterno rival.
O Noroeste é um clube que surgiu da ferrovia e para os ferroviários. Uma relação íntima com uma categoria fundamental para o crescimento de Bauru. Mas, inicialmente, era uma identificação com apenas um segmento dos bauruenses. Quando o Bauru Atlético Clube estava ativo, não eram poucos os que afirmavam que o clube da cidade era o BAC, enquanto o Norusca era o “time dos ferroviários”.
Apesar da grande rivalidade, no dia do cinquentenário de Bauru (1° de agosto de 1946), BAC e Noroeste se uniram para receber o Corinthians em jogo festivo, como parte das comemorações pela data. A vitória da equipe da capital por 5 a 2, porém, não atrapalhou a festa: afinal, nesse dia, o antigo Luzitana dava lugar ao eterno Bauru Atlético Clube, uma vez que ter a cidade no nome significaria maior identificação do clube com o município, e não somente com a colônia lusitana de Bauru. Foi uma pausa nos confrontos dos dois rivais para unir a cidade em uma só torcida.
Das dezenas de jogos entre Bauru e Noroeste, pode ser destacado um pela Segunda Divisão (atual A-2) do estado, em 1950, vencido pelo Bauru por 1 a 0. A partida ocorreu nos mesmos dia e hora do Maracanaço. E as coincidências não param por aí: o gol do BAC foi marcado, praticamente, ao mesmo tempo em que Ghiggia virava a partida para o Uruguai no Maracanã. Os baqueanos presentes ao estádio Antônio Garcia que ouviam a virada uruguaia pelo rádio se dividiam entre a alegria e a tristeza, enquanto os noroestinos lamentavam duplamente.
Além do embate histórico de 1950, também merecem menção as duas partidas pela primeira fase da Segunda Divisão de 1953, ambas vencidas pelo alvirrubro: 3 a 1, de virada, no primeiro turno da competição, e 4 a 3, em pleno campo do BAC, no segundo turno. Ao final dessa fase, o Noroeste se classificou em primeiro do grupo, com 15 pontos, enquanto o Bauru terminou com apenas 1 ponto, na última colocação da chave. Posteriormente, o Norusca acabou conquistando o título do certame e o acesso para a elite pela primeira vez. Esse foi o último ano em que os rivais bauruenses estiveram na mesma divisão do Paulistão.
Em setembro de 1970, Bauru viu seu derradeiro dérbi, com um BAC já em baixa perdendo por 3 a 0 para o Noroeste em amistoso comemorativo aos 60 anos do rival. Nesse mesmo mês, o time alvirrubro, tal qual em 1953, conquistou o título da Segunda Divisão (feito ainda repetido em 1984).

## Outros esportes

### Voleibol
Depois do futebol, o vôlei foi o esporte mais tradicional no BAC. Foram inúmeras disputas em Jogos Regionais e em Jogos Abertos, tanto no masculino quanto no feminino, ao longo de décadas. O ápice, no entanto, veio com as mulheres, no final da década de 90. Com o nome de BAC/Preve, a equipe feminina debutou na Divisão Especial do Campeonato Paulista em 1999, terminando o torneio na sétima colocação. No Campeonato Paulista de 2000, sob a denominação BAC/Preve/Jopema, o time alcançou os playoffs, mas parou nas quartas de final, ao ser derrotado por 2 a 0 na série melhor de três pelo São Caetano. Na classificação final, o BAC ficou com o sexto lugar. Nos anos seguintes, o Bauru não disputou o Campeonato Paulista, mas permaneceu em atividade disputando o Campeonato da Associação Pró-Voleibol (APV), Jogos Regionais e Abertos, além do Campeonato Paulista da Primeira Divisão (considerado o torneio de acesso à elite), competição em que foi pentacampeão. Apesar de ter ganhado cinco vezes a divisão de acesso, o BAC disputou a elite em apenas duas oportunidades, por não conseguir reunir recursos financeiros que permitissem à equipe bater de frente com os principais times do estado de São Paulo. O voleibol no clube foi perdendo força após a morte do presidente Pedro Macéa, até o departamento acabar sendo desativado.  